# ديفيد وليام
ديفيد وليام (بالإنجليزية: David Williams)‏ (11 مارس 1955 بكارديف في المملكة المتحدة - ) هو مدرب كرة قدم ولاعب كرة قدم بريطاني في مركز الوسط. شارك مع منتخب ويلز لكرة القدم. أما مع النوادي، فقد لعب مع نورويتش سيتي ونادي بريستول روفيرز.